# Kuničky
Kuničky jsou obec v okrese Blansko v Jihomoravském kraji. Žije zde 260 obyvatel. K obci patří i dva kilometry vzdálená osada Obora, kde se nachází bývalý lovecký zámeček šlechtického rodu Salmů.

## Historie
První písemná zmínka o obci pochází z roku 1378 (villam Kunyczky). Zdejší pozemky patřily pánům z Doubravice. Svůj název Kuničky odvozují od koní, kteří zde byli chováni, patrně pro pány z doubravického hradu. Obec má koně i ve svém znaku a jedná se o takzvané mluvící znamení. Dříve jej používala i na své pečeti. V roce 1868 zde byla postavena kaple zasvěcena slovanským věrozvěstům.
V roce 1793 zde bylo 22 domů se 127 obyvateli. V roce 1900 šlo o 53 domů a 344 obyvatel. Škola byla postavena roku 1886.
Roku 1942 byl v obci založen sbor dobrovolných hasičů, roku 1977 pak TJ Sokol.

## Obyvatelstvo
| Rok            | 1869 | 1880 | 1890 | 1900 | 1910 | 1921 | 1930 | 1950 | 1961 | 1970 | 1980 | 1991 | 2001 | 2011 | 2021 |
| -------------- | ---- | ---- | ---- | ---- | ---- | ---- | ---- | ---- | ---- | ---- | ---- | ---- | ---- | ---- | ---- |
| Počet obyvatel | 245  | 245  | 298  | 344  | 358  | 345  | 417  | 347  | 354  | 364  | 318  | 279  | 267  | 272  | 280  |
| Počet domů     | 26   | 35   | 48   | 53   | 55   | 57   | 73   | 84   | 83   | 85   | 78   | 99   | 101  | 106  | 110  |

## Obecní správa

### Obecní symboly
Znak a vlajka byly obci uděleny rozhodnutím předsedy Poslanecké sněmovny Parlamentu České republiky dne 8. listopadu 2016.

## Pamětihodnosti
- kaple svatého Cyrila a Metoděje
- Doubravický hrad

## Galerie

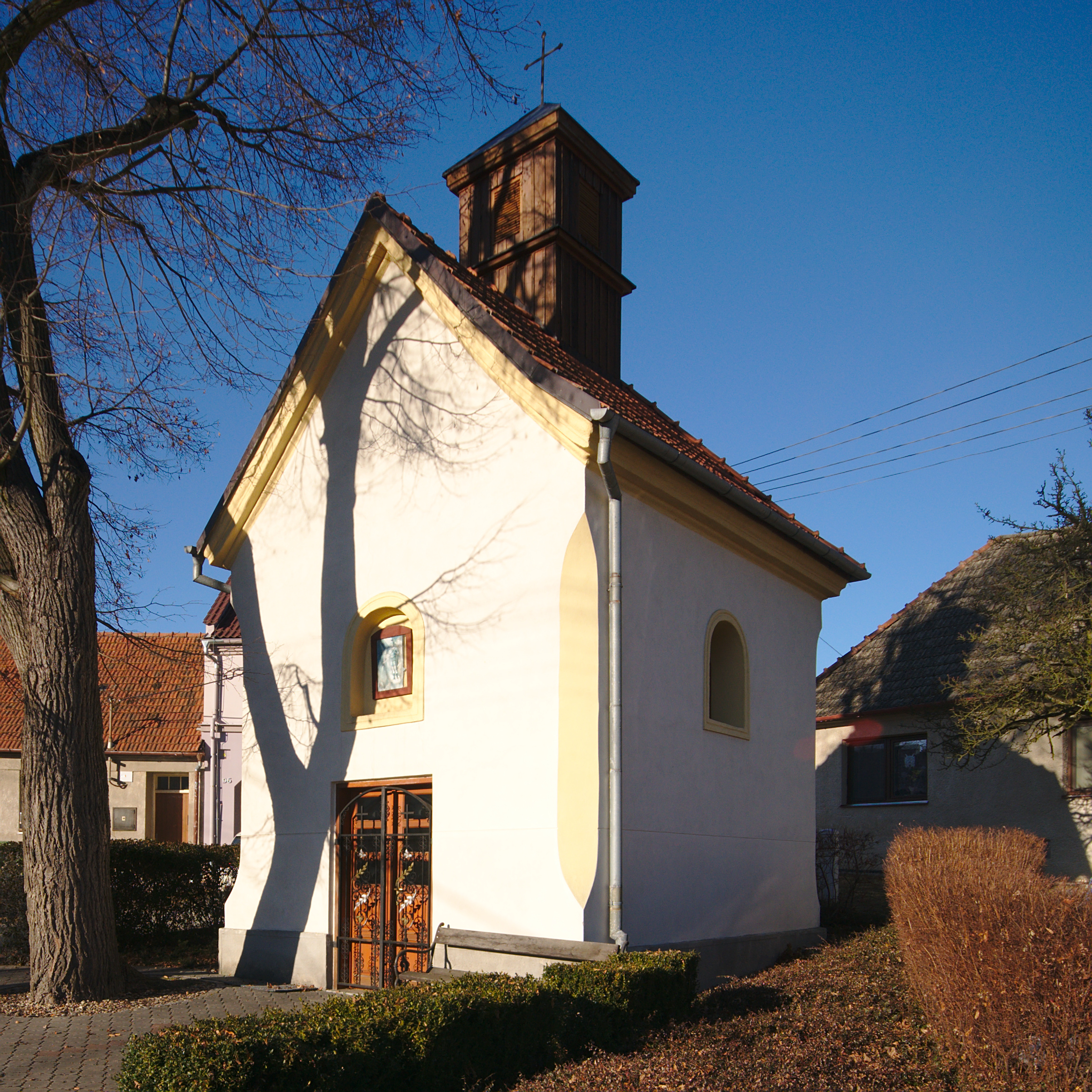
Kaple svatého Cyrila a Metoděje
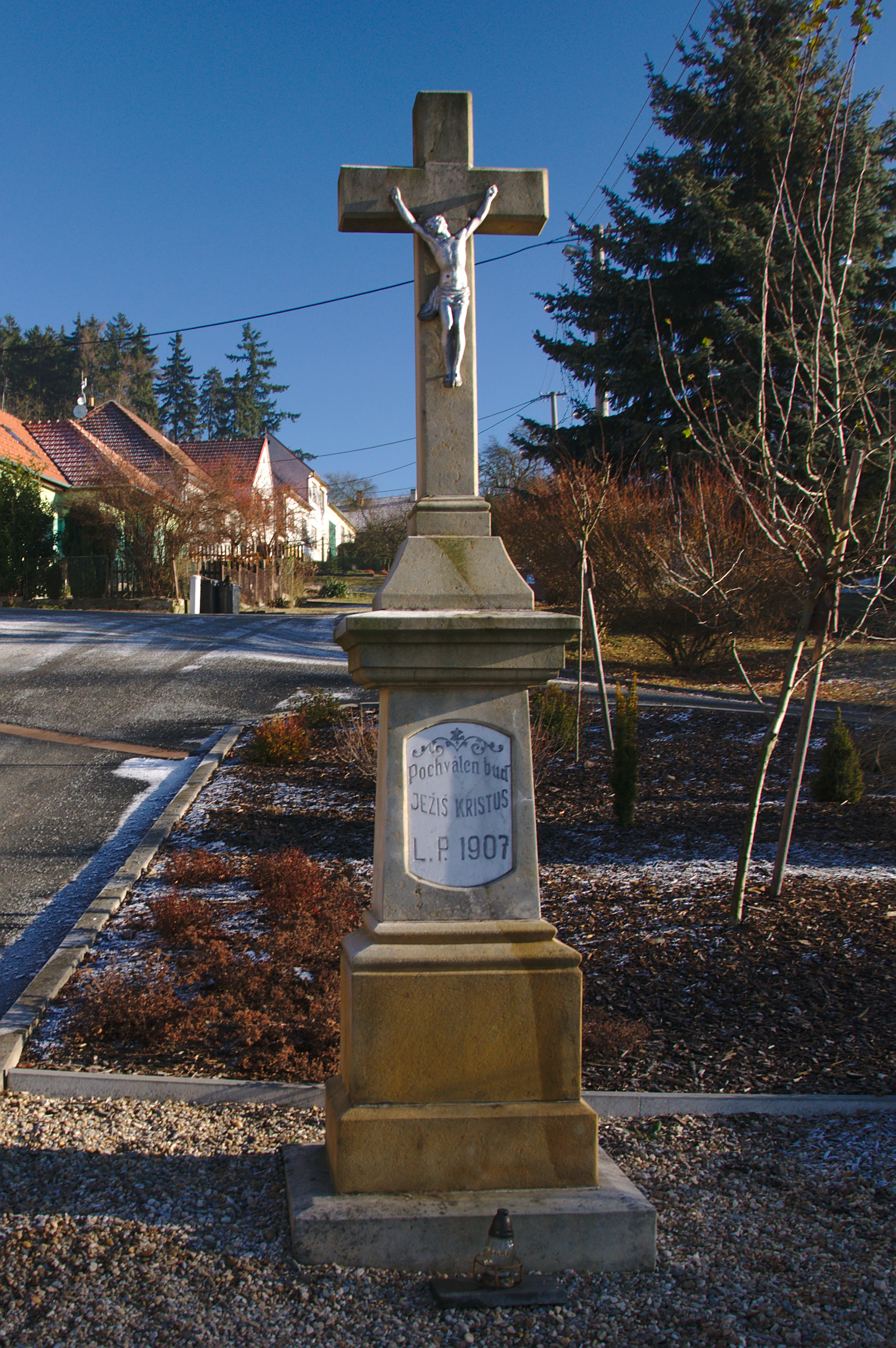
Kříž na návsi
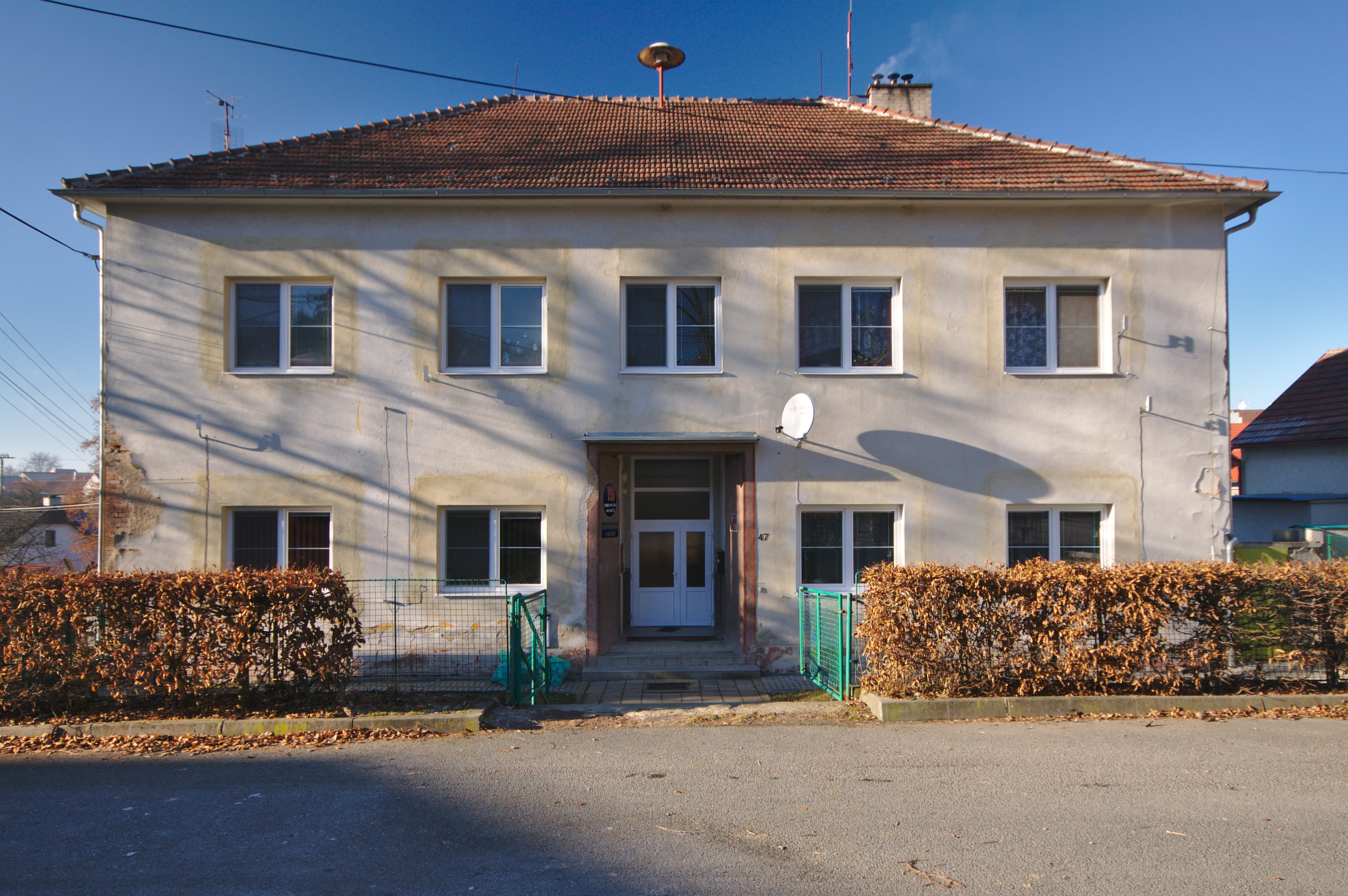
Obecní úřad
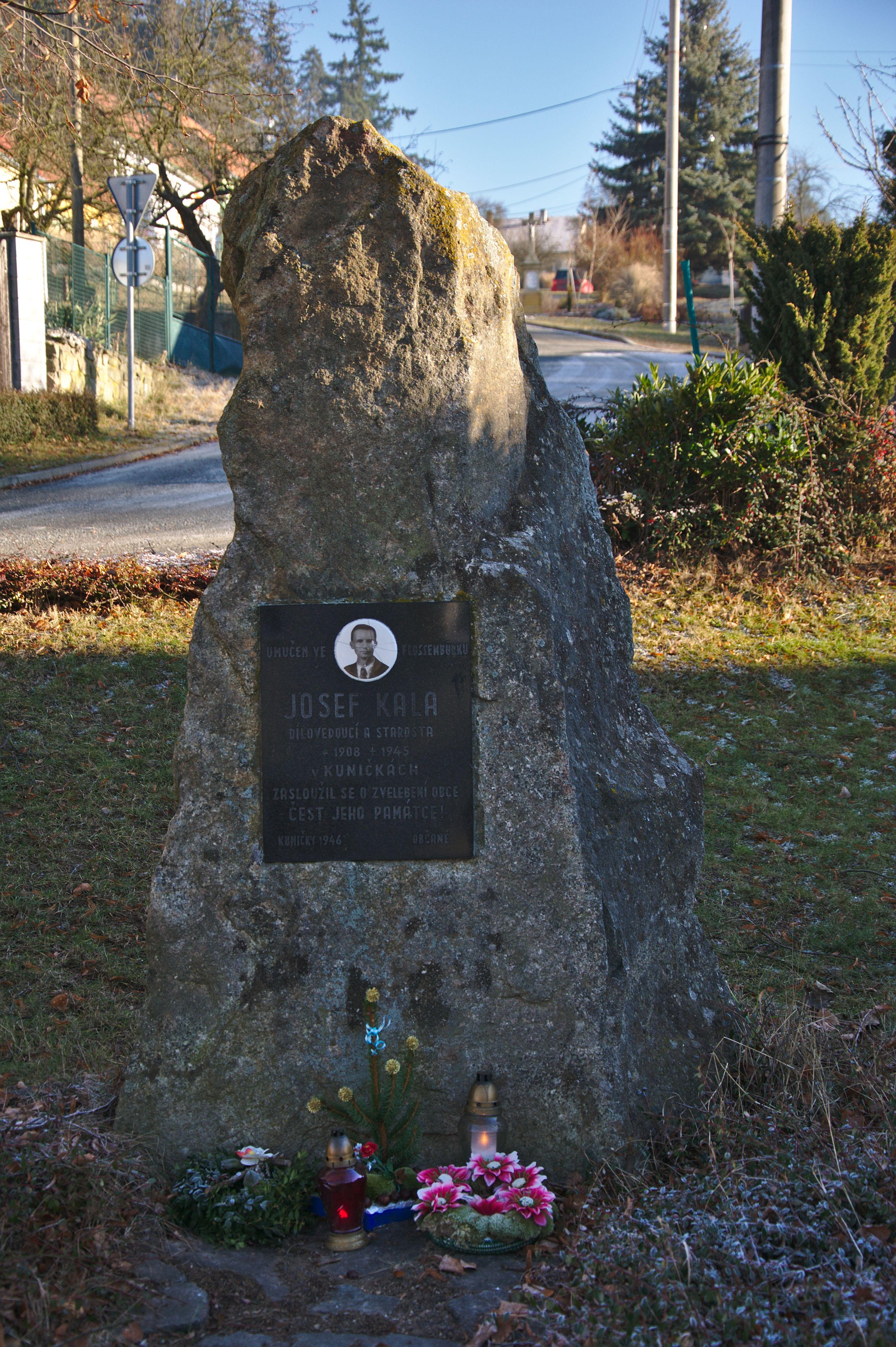
Památník Josefu Kalovi
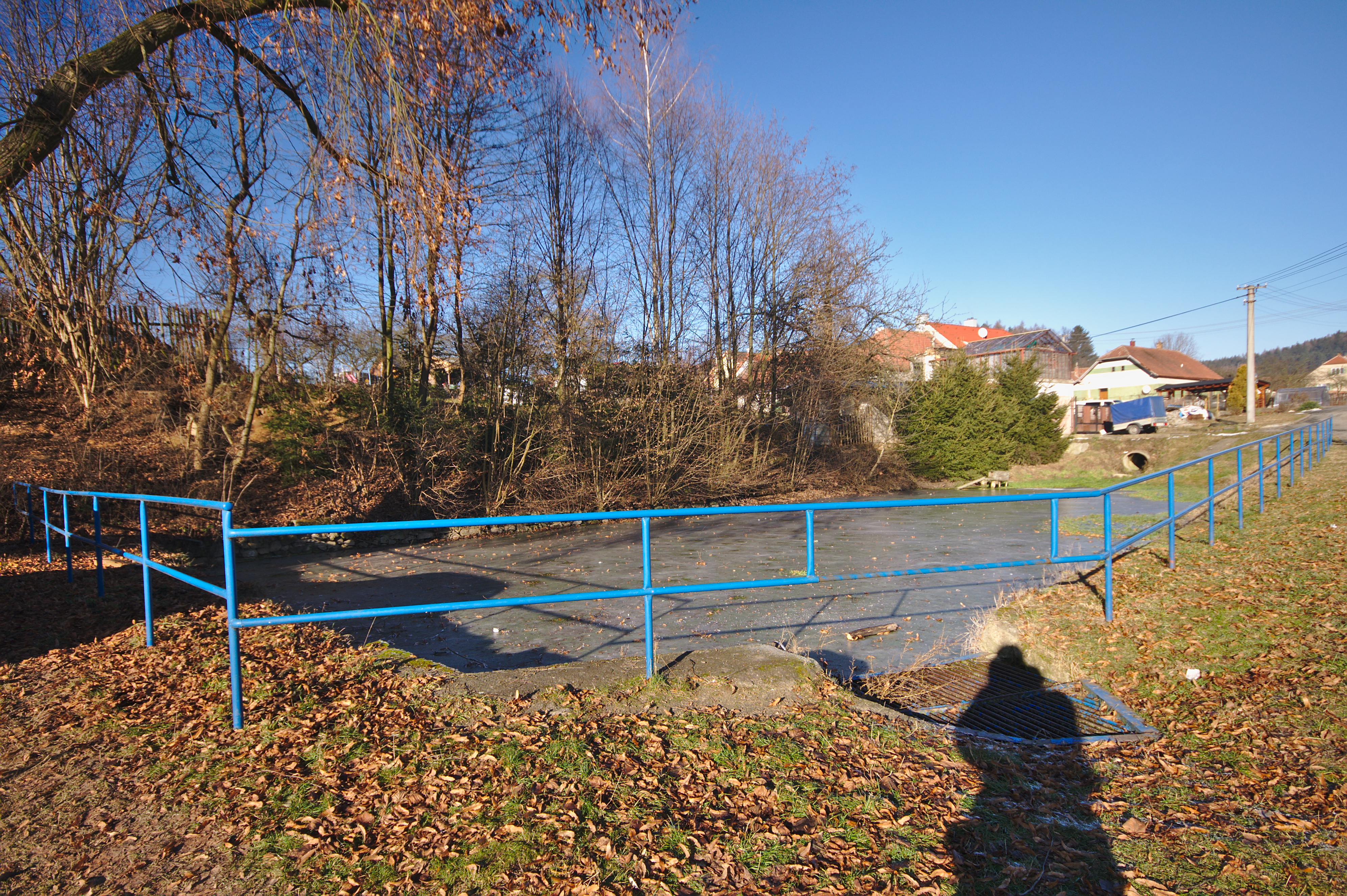
Rybník
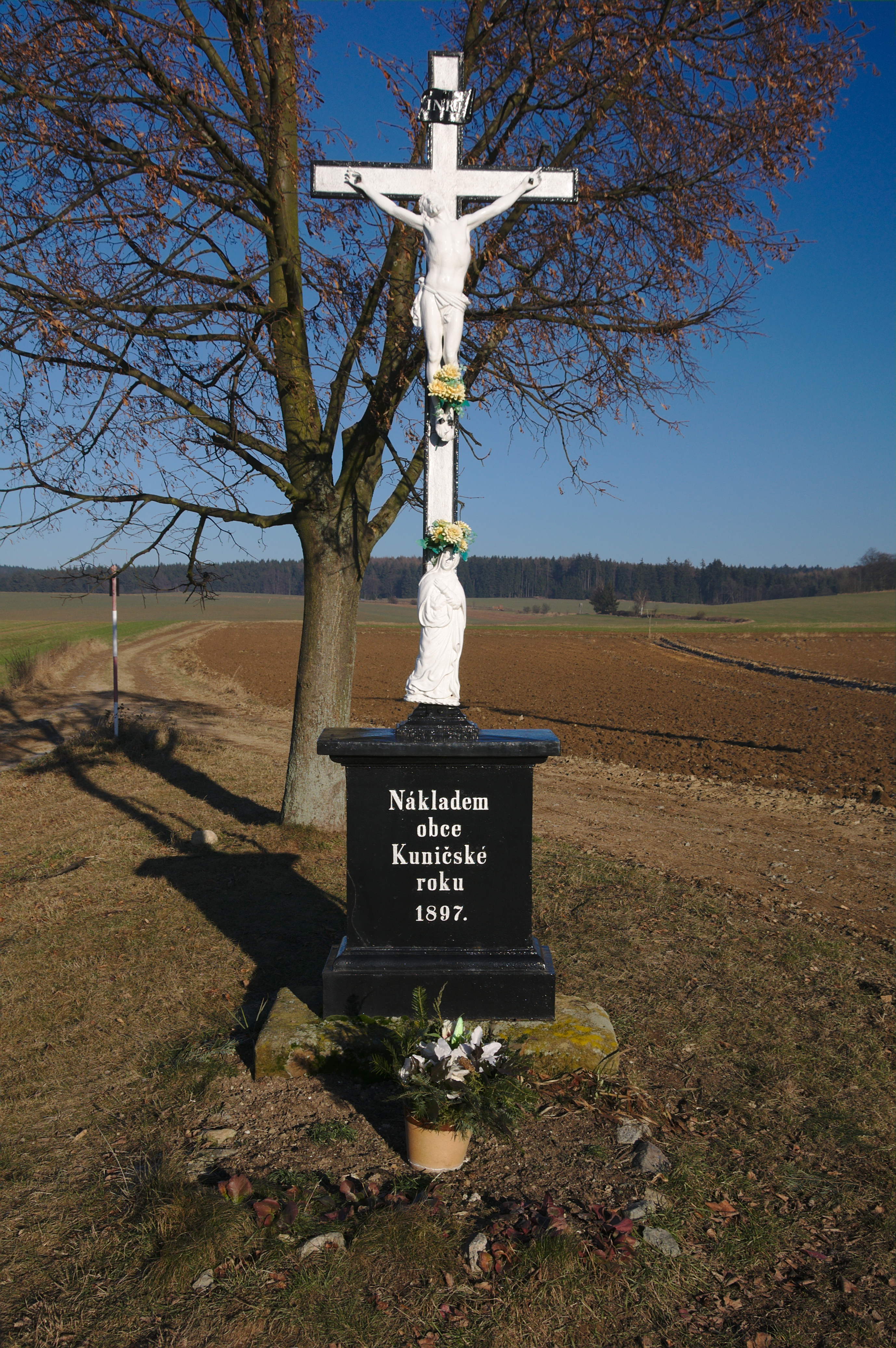
Kříž západně od obce
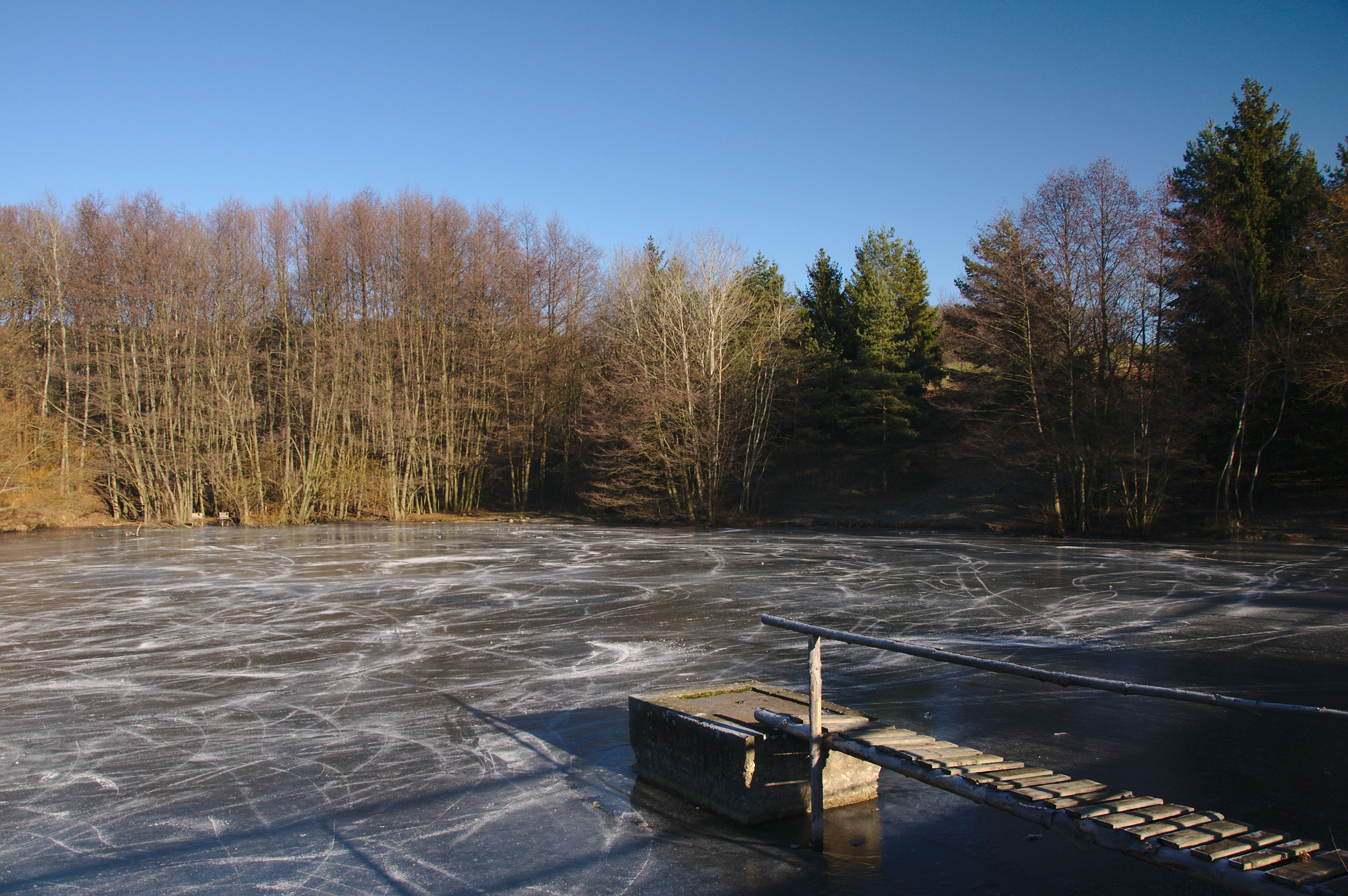
Rybník západně od obce